# Lychnodiscus brevibracteatus
Lychnodiscus brevibracteatus är en kinesträdsväxtart som beskrevs av Fouilloy. Lychnodiscus brevibracteatus ingår i släktet Lychnodiscus och familjen kinesträdsväxter. Inga underarter finns listade i Catalogue of Life.